# Temerloh
Huyện Temerloh là một huyện thuộc bang Pahang của Malaysia. Huyện Temerloh có dân số thời điểm năm 2010 ước tính khoảng 155756 người.